# Macaranga spathicalyx
Macaranga spathicalyx är en törelväxtart som beskrevs av Timothy Charles Whitmore och S.J.Davies. Macaranga spathicalyx ingår i släktet Macaranga och familjen törelväxter. Inga underarter finns listade i Catalogue of Life.